# Steven Bochco
Steven Ronald Bochco (New York, 1943. december 16. – Los Angeles, 2018. április 1.) tízszeres Primetime Emmy-díjas amerikai producer, forgatókönyvíró.

## Filmjei

### Mozifilmek
- The Counterfeit Killer (1968, forgatókönyvíró)
- Silent Running (1972, forgatókönyvíró)
- Lieutenant Schuster's Wife (1972, forgatókönyvíró, producer)

### Tv-filmek
- Double Indemnity (1973, forgatókönyvíró)
- Richie Brockelman: The Missing 24 Hours (1976, forgatókönyvíró, executive producer)
- Gemini Man (1976, forgatókönyvíró)
- Riding with Death (1976, forgatókönyvíró)
- Operating Room (1978, forgatókönyvíró, co-executive producer)
- Vampire (1979, forgatókönyvíró, executive producer)
- Every Stray Dog and Kid (1981, executive producer)
- L.A. Law 100th Episode Celebration (1991, forgatókönyvíró)
- Murder One: Diary of a Serial Killer (1997, forgatókönyvíró, executive producer)
- L.A. Law: The Movie (2002, forgatókönyvíró)
- NYPD 2069 (2004, forgatókönyvíró, producer)
- Hollis & Rae (2006, executive producer)

### Tv-sorozatok
- The Bold Ones: The New Doctors (1969–1973, forgatókönyvíró, 45 epizód)
- The Name of the Game (1970, forgatókönyvíró, egy epizód)
- Columbo (1971–1990, forgatókönyvíró, hét epizód)
- Banacek (1972, associate producer, egy epizód)
- Griff (1973, forgatókönyvíró, producer, egy epizód)
- McMillan & Wife (1974, 1977, forgatókönyvíró, három epizód)
- The Invisible Man (1975–1976, forgatókönyvíró, 13 epizód, producer, egy epizód)
- Delvecchio (1976–1977, forgatókönyvíró, nyolc epizód, 1976, co-producer, 1977, producer egy-egy epizód)
- Richie Brockelman, Private Eye (1978, forgatókönyvíró, executive producer, öt epizód)
- The White Shadow (1979, forgatókönyvíró, egy epizód)
- Turnabout (1979, forgatókönyvíró, hét epizód)
- Paris (1979, forgatókönyvíró, 13 epizód, executive producer)
- Zsarublues (Hill Street Blues) (1981–1987, forgatókönyvíró, 144 epizód, executive producer, 98 epizód)
- Bay City Blues (1983–1984, forgatókönyvíró, nyolc epizód, executive producer, két epizód)
- Alkonyzóna (The Twilight Zone) (1986, forgatókönyvíró, egy epizód)
- L.A. Law (1986–1994, forgatókönyvíró, 171 epizód, executive producer, 68 epizód)
- New York rendőrei (NYPD Blue) (1993–2005, forgatókönyvíró, executive producer, 261 epizód)
- Hooperman (1987–1989, forgatókönyvíró, 42 epizód, producer, egy epizód)
- Doogie Howser, M.D. (1989–1993, forgatókönyvíró, 97 epizód, executive producer, 51 epizód)
- Cop Rock (1990, forgatókönyvíró, executive producer, 11 epizód)
- Civil Wars (1991–1993, forgatókönyvíró, 36 epizód, executive producer, 18 epizód)
- Capitol Critters (1992–1995, forgatókönyvíró, 13 epizód, 1992, producer)
- The Byrds of Paradise (1994, executive producer, 12 epizód)
- Murder One (1995–1997, forgatókönyvíró, executive producer, 41 epizód)
- Public Morals (1996, forgatókönyvíró, executive producer, 13 epizód)
- Teljes biztonsággal (Total Security) (1997, forgatókönyvíró, executive producer)
- Brooklyn South (1997–1998, forgatókönyvíró, executive producer, 22 epizód)
- City of Angels (2000, forgatókönyvíró, executive producer, 24 epizód)
- Philly (2001–2002, forgatókönyvíró, executive producer, 22 epizód)
- Vak igazság (Blind Justice) (2005, forgatókönyvíró, executive producer, 13 epizód)
- Irak (TV Series) (2005, forgatókönyvíró, executive producer, 13 epizód)
- Az elnöknő (Commander in Chief) (2005–2006, forgatókönyvíró, öt epizód, executive producer, két epizód)
- Raising the Bar (2008–2009, forgatókönyvíró, 25 epizód, executive producer, 15 epizód)
- Murder in the First (2014–2016, forgatókönyvíró, executive producer, 32 epizód)

## Díjai, elismerései
Emmy-díj
- Primetime Emmy-díj a legjobb televíziós drámasorozatnak
  - 1981, 1982 , 1983, 1984: Zsarublues (Hill Street Blues)
  - 1987, 1989: L.A. Law
  - 1995: New York rendőrei (NYPD Blue)
- Primetime Emmy-díj a legjobb forgatókönyvért (drámasorozat)
  - 1981, 1982: Zsarublues (Hill Street Blues)
  - 1987: L.A. Law

Edgar Allan Poe-díj
- Legjobb epizód kategória
  - 1982, 1985: Zsarublues (Hill Street Blues)

Peabody-díj
- 1981: Zsarublues (Hill Street Blues)
- 1987: L.A. Law
- 1996, 1998: New York rendőrei (NYPD Blue)